# Suka Makmur (Sekerak)
Suka Makmur is een bestuurslaag in het regentschap Aceh Tamiang van de provincie Atjeh, Indonesië. Suka Makmur telt 234 inwoners (volkstelling 2010).